# Stenungsund
Stenungsund è una città della Svezia, capoluogo del comune omonimo, nella contea di Västra Götaland. Ha una popolazione di 10.067 abitanti.